# کنوت اوربان
 کنوت اوربان (آلمانی: Knut Urban؛ زاده ۲۵ ژوئن ۱۹۴۱) یک فیزیک‌دان اهل آلمان است.